# Leucadendron argenteum
Arbre d'argent
Espèce

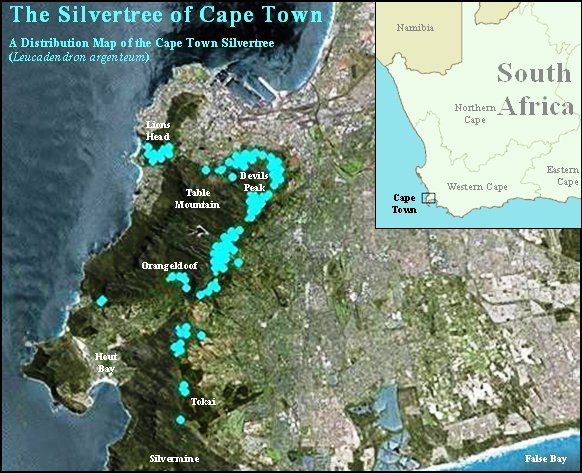
Carte de la population existante de Leucadendron argenteum dans la péninsule du Cap.

Leucadendron argenteum, l’Arbre d'argent, est une espèce de plantes à fleurs de la famille des Proteaceae. Cette espèce, menacée, est endémique d'une petite zone de la péninsule du Cap en Afrique du Sud. La plupart de ces arbres poussent dans et autour de la ville du Cap, mais des populations périphériques (peut-être introduites) existent près de Somerset West, Paarl et Stellenbosch.

## Description

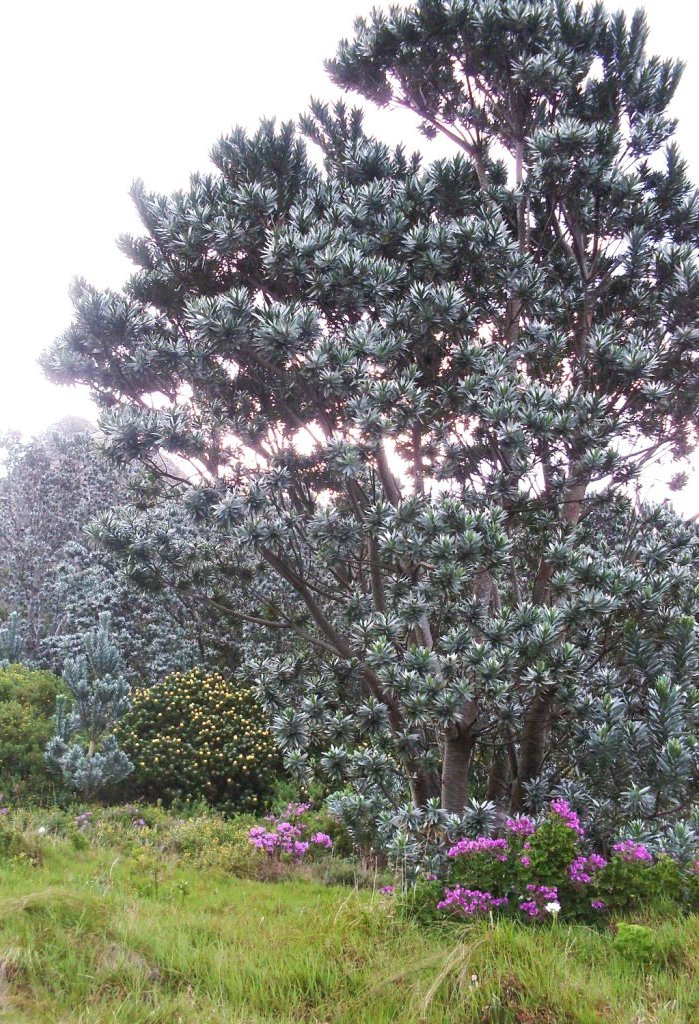
Spécimen adulte poussant sur les pentes orientales de Table Mountain, près du Rhodes Memorial.

Leucadendron argenteum est un arbre à feuillage persistant remarquable. Il mesure de 5 à 7 m de haut (parfois jusqu'à 16 m). Il est érigé et bien proportionné, avec un tronc épais et droit et une écorce grise. Les feuilles douces et soyeuses sont argentées, lancéolées, longues de 8 à 15 cm et larges de 2 cm, avec un reflet argenté distinct produit par des poils veloutés denses. Les fleurs pollinisées par le vent sont produites en inflorescences roses denses et globuleuses de 4-5 cm de diamètre, et dégagent un parfum agréable. Comme tous les Leucadendron, cet arbre est dioïque, avec des plantes mâles et femelles séparées. Le fruit est un cône ligneux lourd, contenant de nombreuses graines ; chaque graine est une petite noix avec un parachute à poils soyeux ressemblant à un hélicoptère, ce qui lui permet de se disperser par le vent. Après la germination, elle émet deux cotylédons verts, nus et coriaces.

## Répartition
Cet énorme Protea argenté est naturellement endémique dans une minuscule zone dans et autour de la ville du Cap. Sa principale population pousse sur les pentes de la montagne de la Table notamment dans la région de Lion's Head, au-dessus du Rhodes Memorial et sur les pentes des montagnes au-dessus du Kirstenbosch National Botanical Garden.
En outre, il existe trois petites populations périphériques à proximité, à Stellenbosch, Somerset West et Paarl (il n'a pas encore été établi avec certitude s'il s'agit de populations périphériques naturelles ou si elles ont été plantées ici au début de l'histoire du Cap). La population de Somerset West est située dans un site du patrimoine naturel appelé Silvertree Gorge, dans la banlieue de Spanish Farm.
Historiquement, Leucadendron argenteum avait une répartition davantage étendue sur la montagne de la Table, couvrant une grande partie de ses pentes de forêts argentées chatoyantes. Cependant, la demande précoce de bois a conduit à l'abattage d'une grande partie de ces forêts et cet arbre est aujourd'hui devenu rare et menacé.

## Dénominations
Ce taxon porte en français le nom vernaculaire ou normalisé suivant : Arbre d'argent.
Cette plante est dénommée en anglais Cape silvertree ou Silver leaf tree et en afrikaans Witteboom ou Silwerboom.

## Statut et conservation

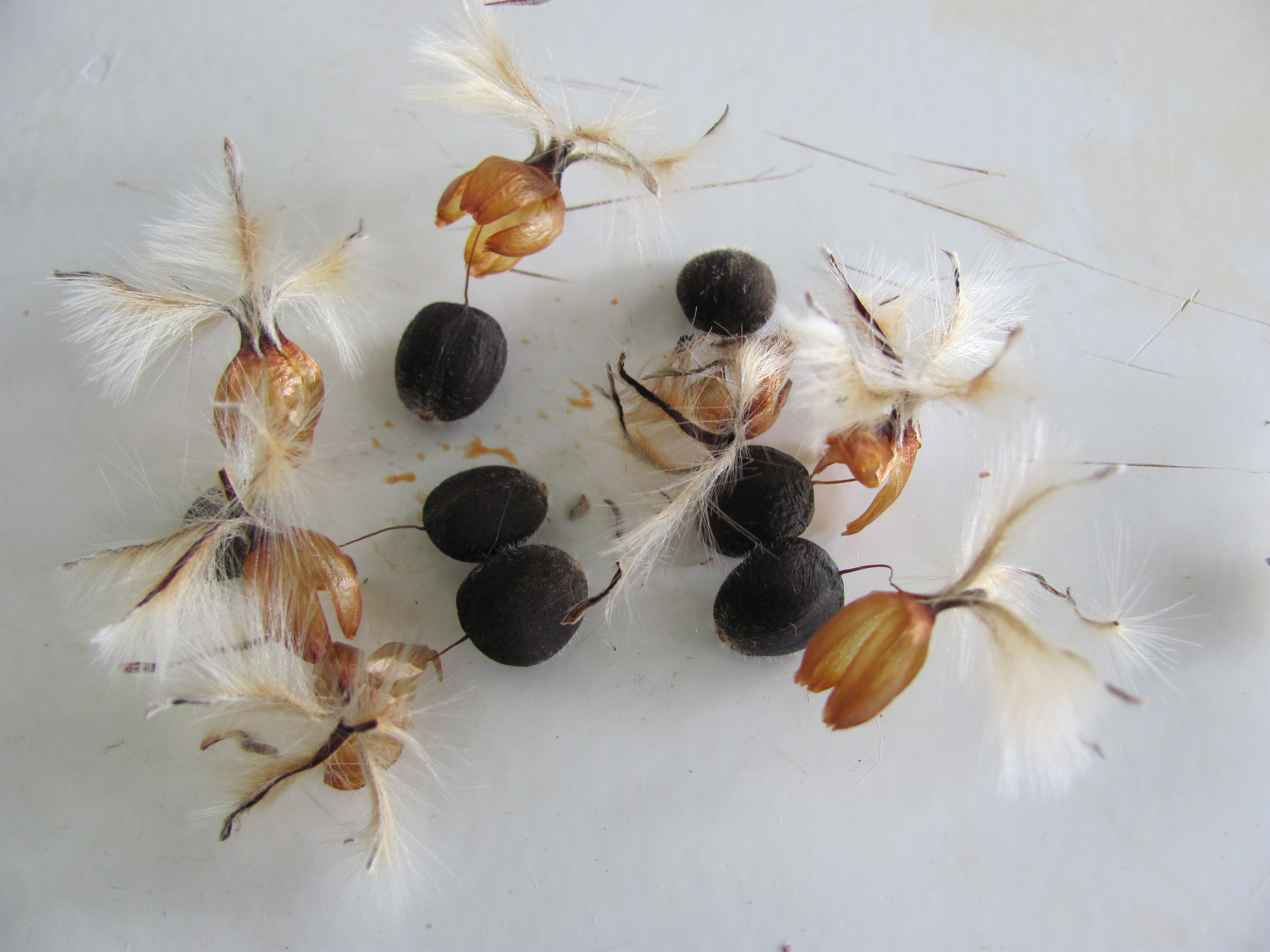
Semences de Leucadendron argenteum.

La montagne de la Table est peut-être le seul endroit où ces arbres poussent naturellement, car les populations près de Stellenbosch et de Paarl (bien que vraisemblablement naturelles) ont peut-être été introduites depuis la montagne de la Table. Cet arbre est protégé en Afrique du Sud.
Face au développement urbain, à une gestion inappropriée des incendies et à des arbres exotiques envahissants tels que les pins et les Eucalyptus, les Leucadendron argenteum ont été chassés d'environ 74% de leur aire de répartition naturelle. La mortalité de ces arbres à courte durée de vie est négligeable après un brûlage, mais elle augmente ensuite pour atteindre environ 5 % par an. Cependant, en l'absence de brûlages sur une plus longue période, des dépérissements soudains peuvent se produire, même en l'espace de quelques heures. On pense que c'est le résultat combiné des « vents de berg » (chauds) et des racines malades qui sont affaiblies par la pourriture des racines du Phytophthora qui inhibe leur absorption d'eau.
On estime que 40 à 50 % de la population de la montagne de la Table a brûlé dans l'incendie du 26 janvier 2006. Comme le renouvellement de jeunes plants ne se produit naturellement qu'après un incendie, il s'agit d'une étape nécessaire dans le cycle de vie de cette espèce de fynbos, et la population s'est totalement rétablie.
L'un des principaux obstacles à la propagation de Leucadendron argenteum est sa courte durée de vie, la plupart des arbres ne vivant pas plus de 20 ans. Cela n'affecte cependant pas leur conservation, car les incendies rajeunissent les populations en moyenne tous les 15-20 ans en tuant les adultes survivants et en déclenchant la libération des graines de la canopée (enfermées dans les cônes), et la germination de ces graines dans le sol. En effet, les graines restent viables pendant au moins 80 ans. Les juvéniles mettent 5 à 7 ans pour fleurir et produire des graines, après quoi les populations sont prêtes à brûler de nouveau.
Des « rameaux stylisés de Leucadendron argenteum »  [sic] figurent dans les armoiries de la municipalité de South Peninsula en Afrique du Sud.

## Galerie

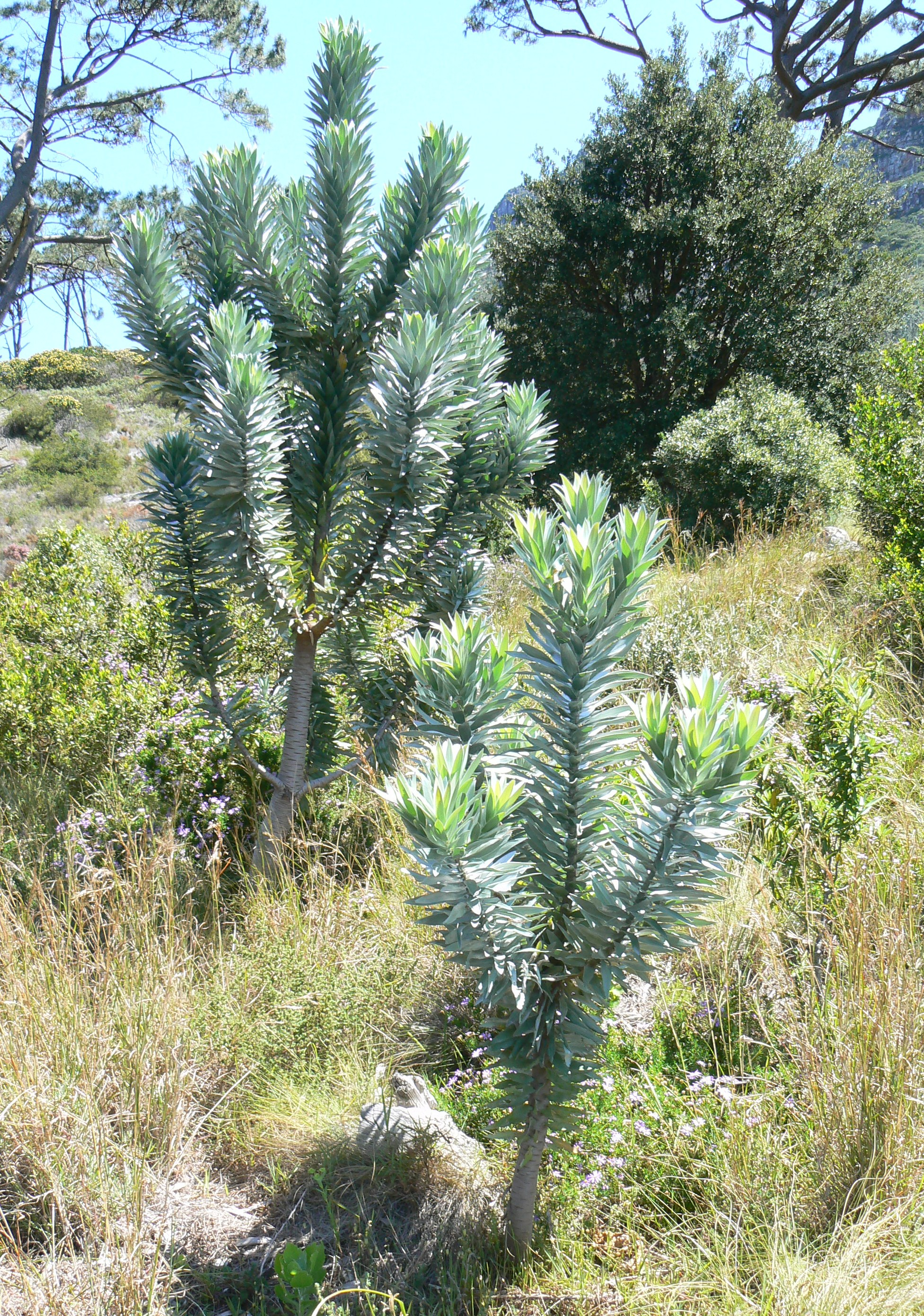
Leucadendron argenteum a été menacé d'extinction lorsque son habitat naturel a été rasé pour faire place à des plantations commerciales de pins.
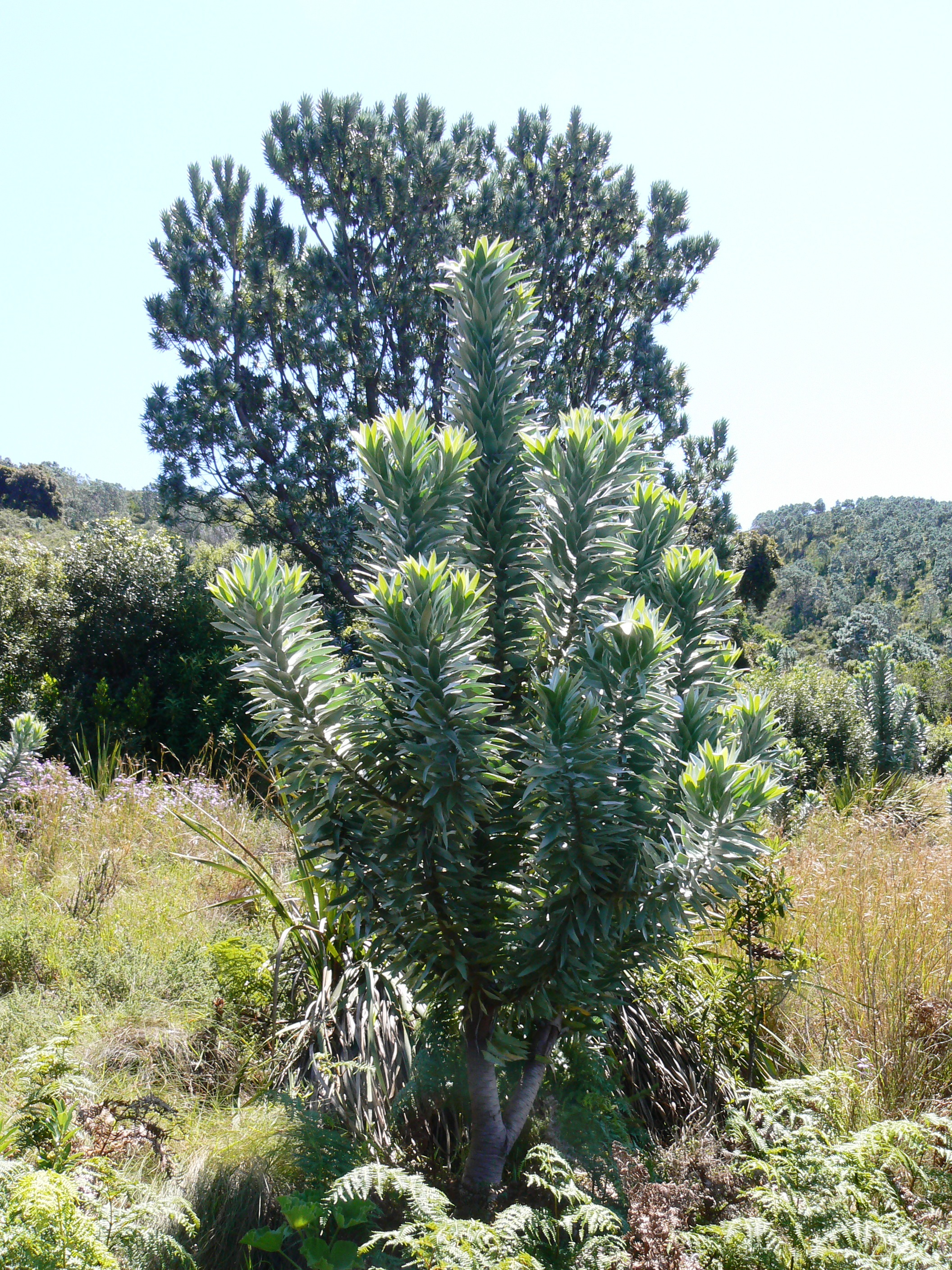
Leucadendron argenteum se développe seulement aux alentours du Cap, en particulier sur la montagne de la Table.
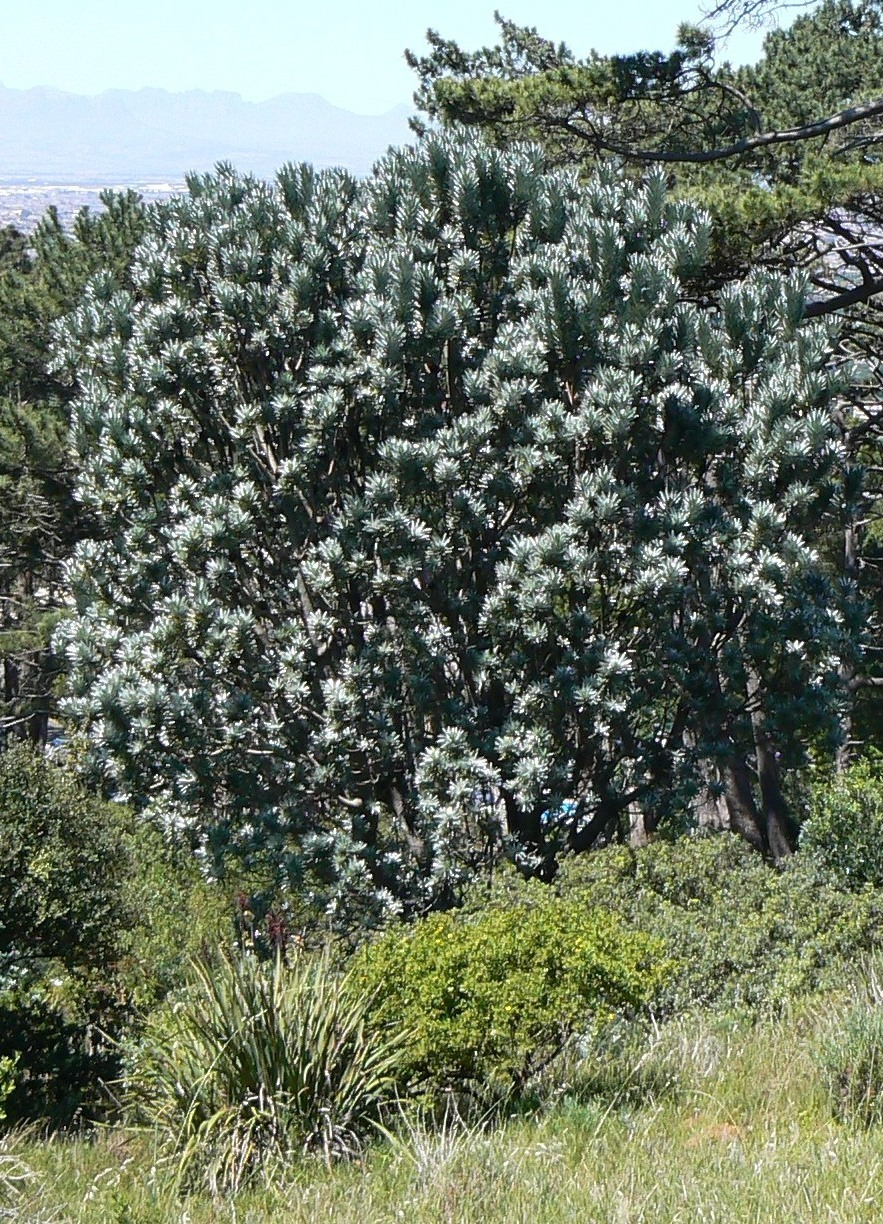
Un grand Leucadendron argenteum au Rhodes Memorial.
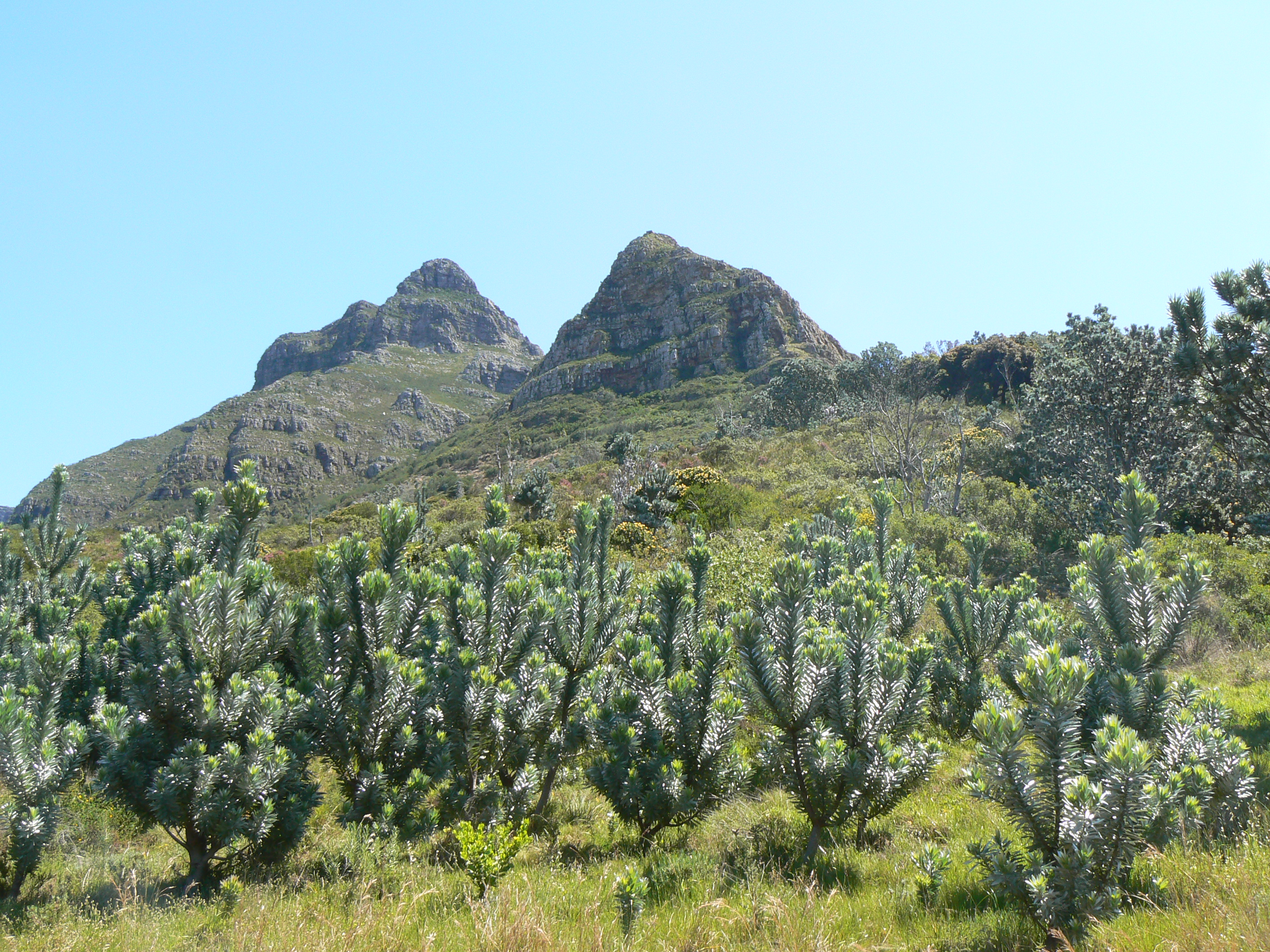
Un jeune peuplement de Leucadendron argenteum sur Devil's Peak.
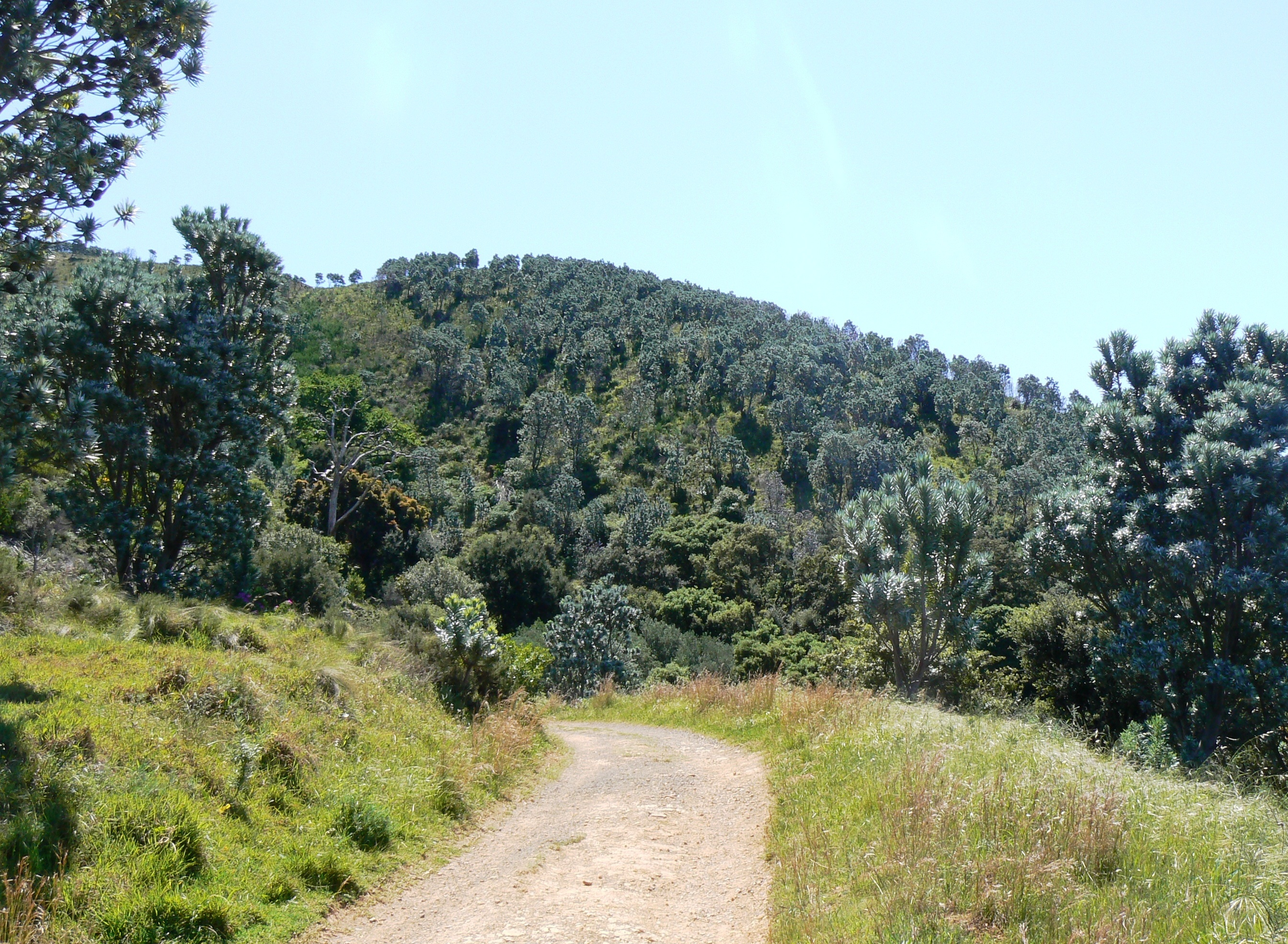
Une forêt d'arbres argentés sur les pentes inférieures du Devil's Peak.
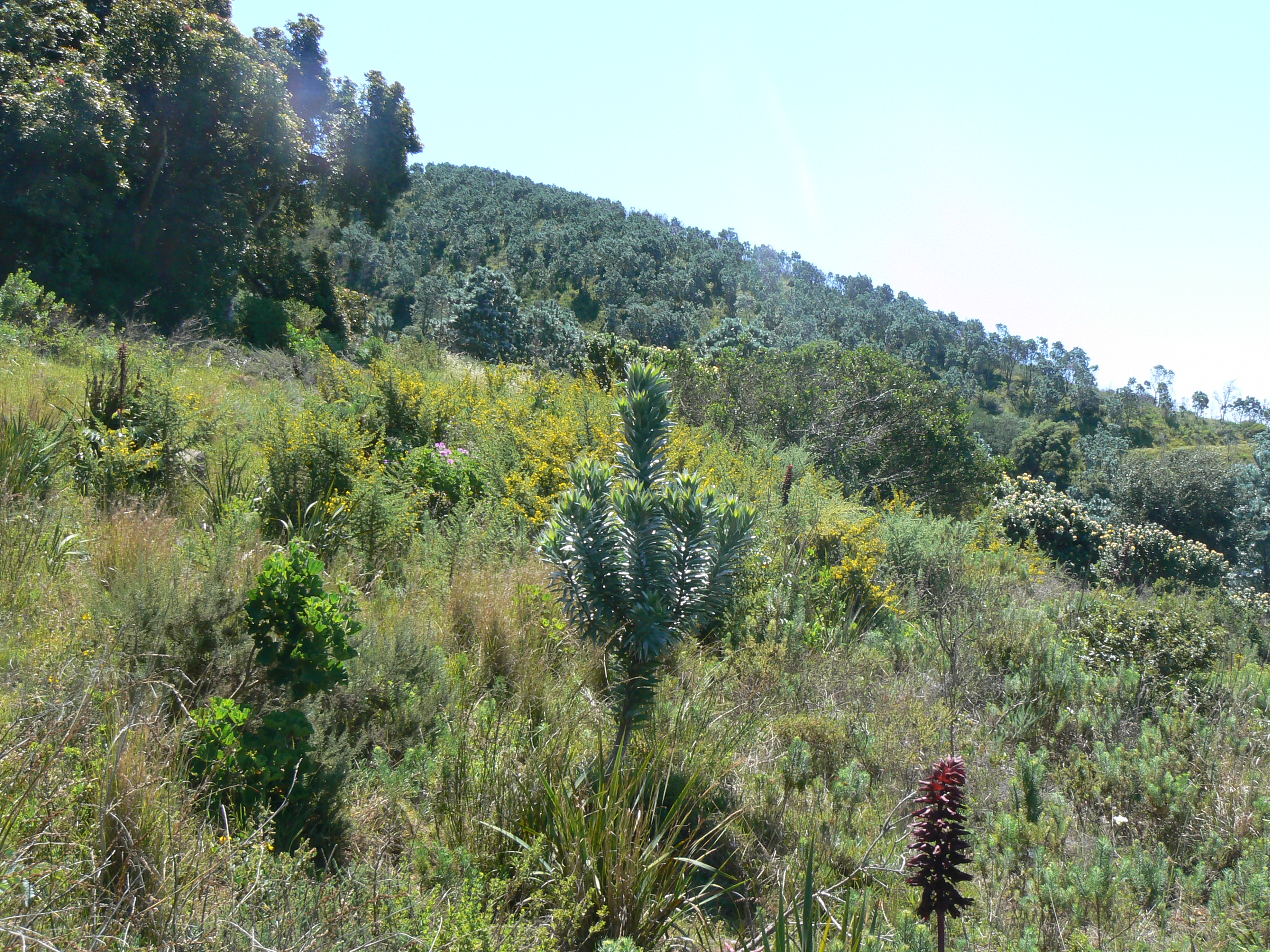
L'élimination partielle des plantations envahissantes de pins a permis le retour progressif des forêts de Leucadendron argenteum.
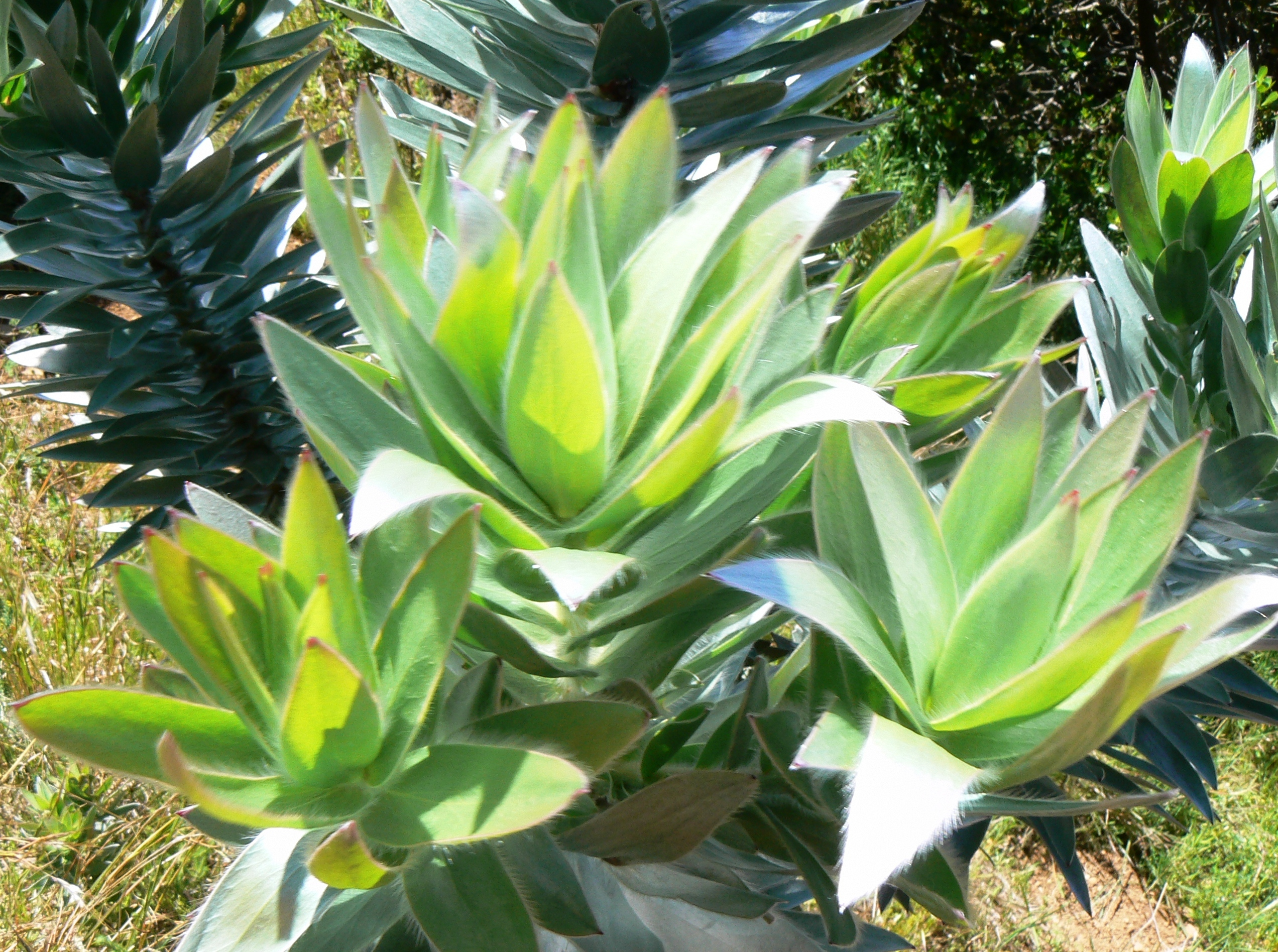
Les feuilles de Leucodendron argenteum sont douces et soyeuses.
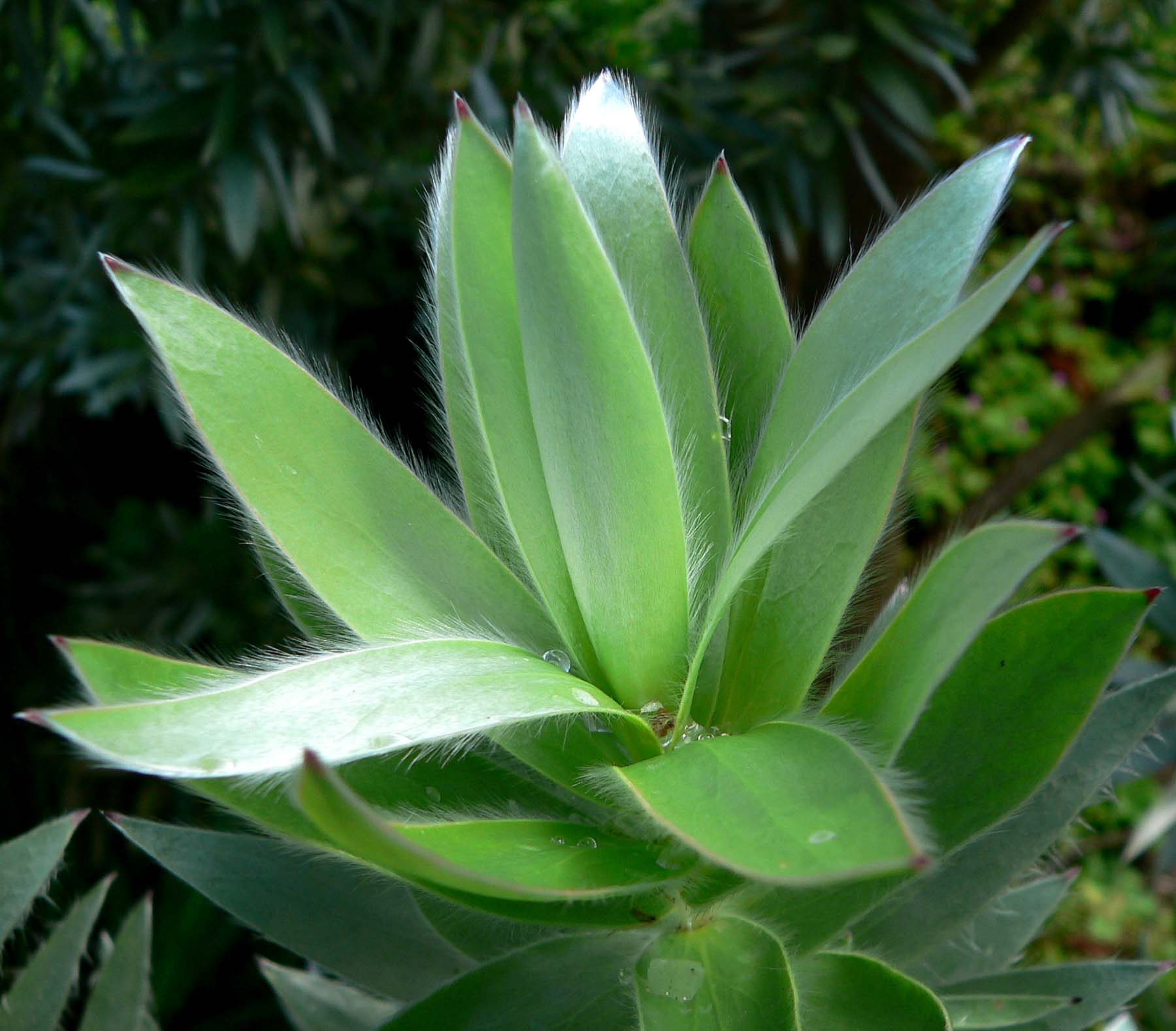
Détail de la nouvelle croissance.
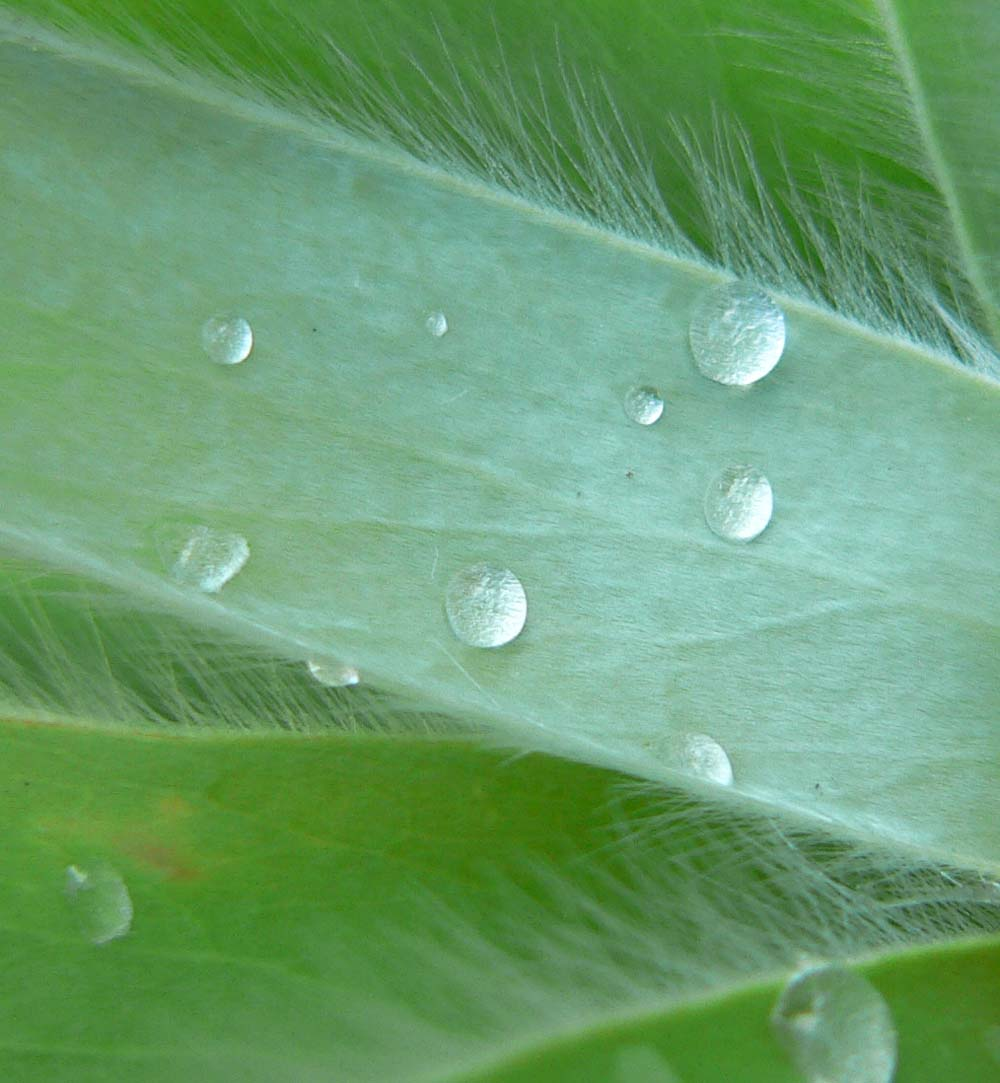
La couleur argentée des feuilles est due à leur poil doux et velouté.
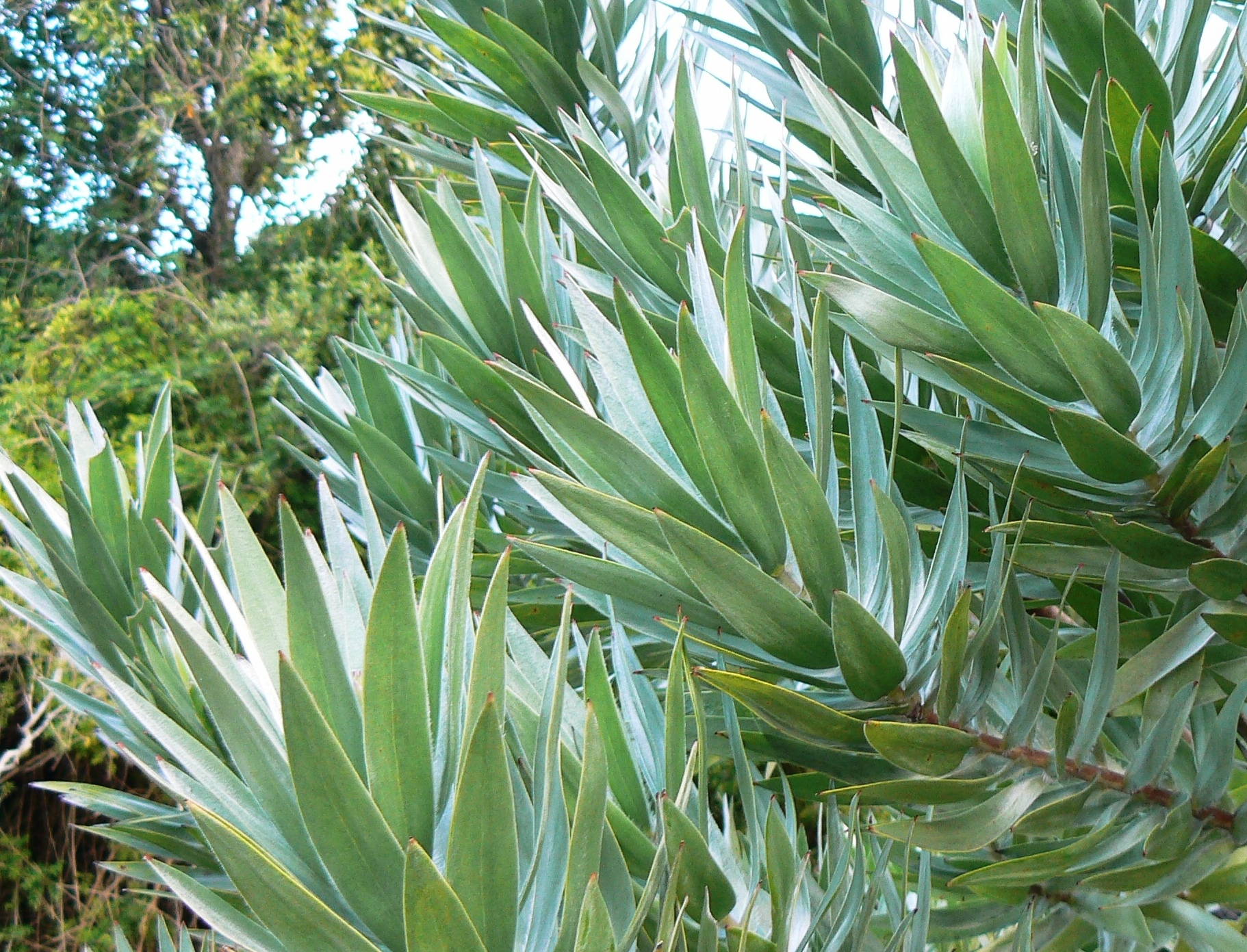
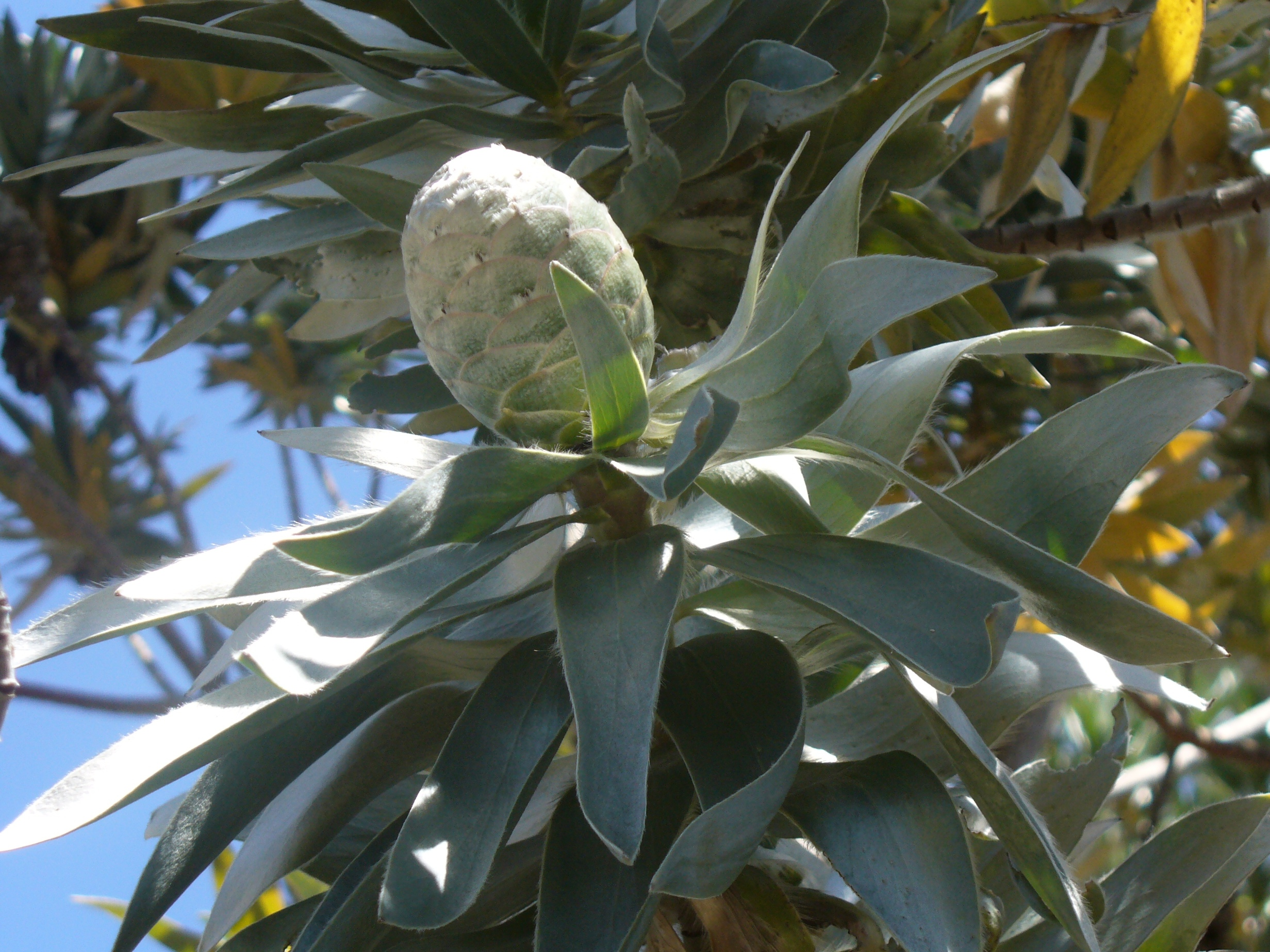
Cône lourd d'un arbre femelle, qui finit par s'ouvrir pour libérer les petites noix rondes.
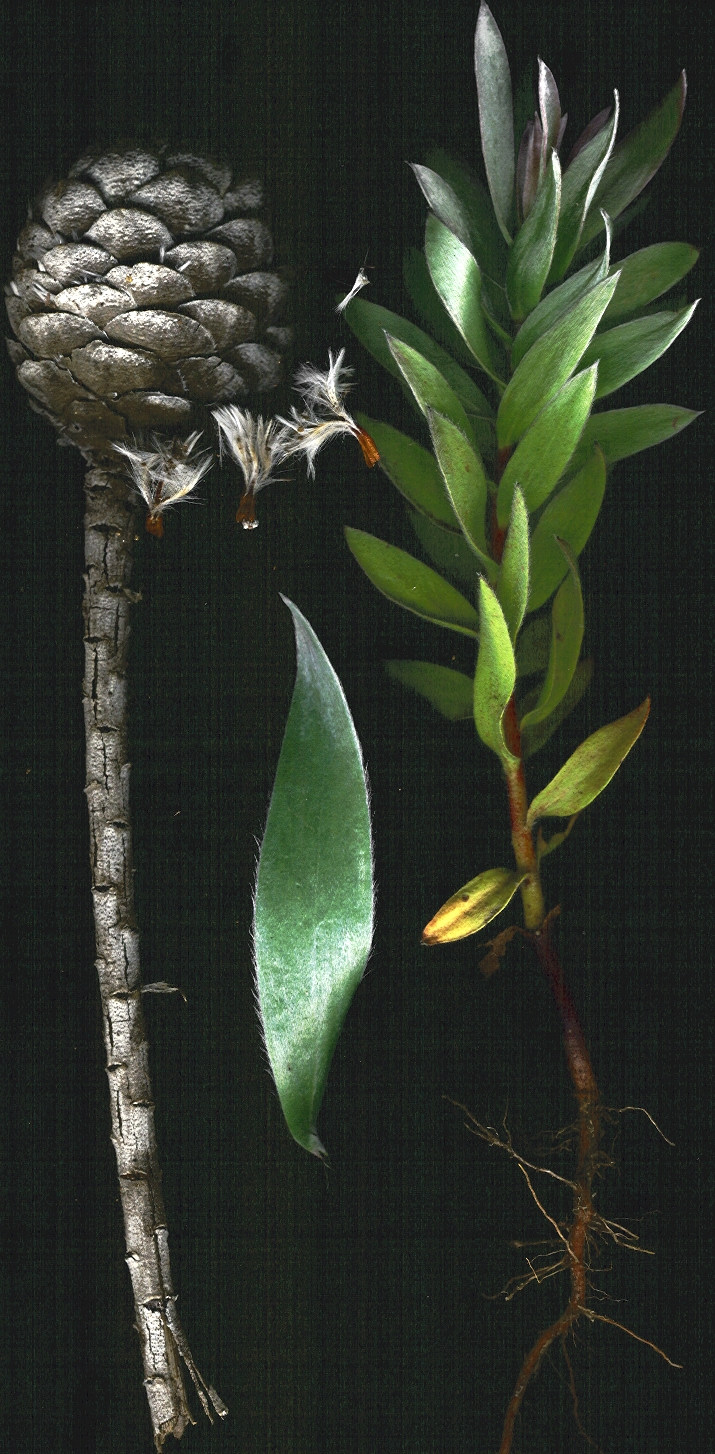
Cône, graines, feuille et jeune plant.

## Systématique
Le nom correct complet (avec auteur) de ce taxon est Leucadendron argenteum (L.) R.Br..
L'espèce a été initialement classée dans le genre Protea sous le basionyme Protea argentea L..
Leucadendron argenteum a pour synonymes :
- Euryspermum argenteum (L.) Knight
- Protea argentea L.

### Étymologie
Le nom de genre Leucadendron vient du grec leukos « brillant, blanc » et dendron « arbre ». Son épithète spécifique du latin argenteum « argentée »,